# Calimacil
Calimacil Probotik inc. est une entreprise manufacturière canadienne située à Sherbrooke dans la région des Cantons-de-l'Est du Québec et fut créée en 2003 par Patrick Lessard. Le nom Calimacil vient du langage elfique de l'auteur J. R. R. Tolkien, soit cali pour lumière et macil pour épée. Cette entreprise se spécialise dans la création, la fabrication et la distribution d’armes en mousse moulée utilisées pour les jeux de rôle grandeur nature, les reconstitutions historiques, l’apparat, le cinéma et les séries télévisées.
Calimacil collabore avec d’autres organismes et partenaires pour développer des armes basées sur des œuvres de la Heroic fantasy tels ceux de l’univers d'Amos Daragon de l’écrivain Bryan Perro, conçus pour le camp d’été québécois Le Sanctuaire des Braves. Il en est de même pour la série de romans fantastique Les Chevaliers d'Émeraude de l'écrivaine Anne Robillard et de Martial Grisé pour la série Seyrawyn.
En 2015, Calimacil crée une campagne de financement participatif Kickstarter pour élaborer le produit Foam LED Saber. Couronnée de succès le 3 décembre 2015, la campagne permet de rejoindre un public élargi et l'intégration de composantes électroniques dans les armes en mousse.
Le design et la fabrication des armes se fait dans un atelier à Sherbrooke. Les produits sont ensuite utilisés dans un processus de moulages d’armes selon des modèles historiques ou fantaisistes. Le procédé de fabrication consiste à injecter de la mousse pour la mouler autour de tiges rigides de polymères ou de carbones. L’entreprise possède plusieurs points de vente dans le monde et distribue ses armes dans plus de douze pays.
Calimacil compte quatre volets d’activités soit les jeux de rôles grandeur nature, l’industrie du spectacle, les répliques d’armes de jeux vidéo et, le nouveau fer de lance électronique, le CaliMotion, surtout exploité dans le LEDSaber, version Calimacil du sabre laser.
En 2017, Calimacil a triplé sa superficie afin de répondre à la demande mondiale pour ses produits. Ce projet d'extension est évalué à 1 million de dollars.